# Dennis Falcon
Dennis Falcon — серия коммерческих автобусов производства Dennis Specialist Vehicles с заднемоторной компоновкой, предназначенных для эксплуатации в странах с левосторонним движением.

## Особенности
За основу Dennis Falcon был взят Dennis Dominator, при этом передняя половина шасси была идентична. Оригинальный Falcon H с горизонтальным расположением двигателя имел компоновку, напоминающую компоновку Bristol RE с продольно установленным двигателем Gardner. У более позднего Falcon HC была более ортодоксальная непрерывная трансмиссия, напоминающая Seddon Pennine RU. Буква C обозначала трансмиссию Voith, тесно сцепленную с двигателем Гарднера, с коротким карданным валом, приводящим в движение прямую спирально-коническую заднюю ось с двойным редуктором Kirkstall Forge. Для этих типов рама была поднята позади задней оси, чтобы обеспечить зазор для подвешенного двигателя.
Фалькон V имел двигатели V6 от Daimler и V8 от Perkins.